# Paragomphus cognatus
Paragomphus cognatus är en trollsländeart som först beskrevs av Jules Pièrre Rambur 1842.  Paragomphus cognatus ingår i släktet Paragomphus och familjen flodtrollsländor. IUCN kategoriserar arten globalt som livskraftig. Inga underarter finns listade i Catalogue of Life.